# Doellingeria umbellata
Doellingeria umbellata es una especie de planta herbácea, perteneciente a la familia Asteraceae.

## Descripción
Es una planta herbácea que alcanza los  50-200 cm de altura con tallos ascendentes a erectos y estriados. Las flores son blancas con un disco amarillo y se disponen en forma de racimos aplanados, por lo general, pero no siempre son planos,  de vez en cuando la planta tiene un racimo de flores en forma de cúpula. Las flores del disco se vuelven grises con la edad. 

## Distribución y hábitat
Se encuentra en matorrales y prados húmedos,y en los bordes de los pantanos, en Canadá y los Estados Unidos.

## Sinonimia
- Aster umbellatus Mill.
- Diplopappus amygdalinus (Lam.) Torr. & A.Gray
- Diplopappus cornifolius (Muhl. ex Willd.) Lindl. ex Torr. & A.Gray
- Diplopappus umbellatus (Mill.) Hook.
- Diplostephium amygdalinum Sweet
- Diplostephium umbellatum DC.
- Diplostephium umbellatum (Mill.) Cass.
- Doellingeria pubens (A.Gray) Rydb.